# Цао Юньлун
Юньлун Цао (кит.: 曹云龙) (1 жовтня 1965) — китайський дипломат. Генеральний консул Китайської Народної Республіки в Одесі (Україна) (2014—2016).

## Життєпис
Народився в жовтні 1965 року. Має ступінь магістра літератури.
З 1991 року — на службі в Міністерстві закордонних справ.
У 1992—1992 рр. — співробітник Китайського інституту з міжнародних питань;
У 1992—1995 рр. — аташе, третій секретар Посольства КНР в Республіці Вірменії;
У 1995—1995 рр. — третій секретар Китайського інституту з міжнародних питань;
У 1995—1999 рр. — третій, другий секретар Департаменту кадрів МЗС КНР;
У 1999—2001 рр. — другий секретар Посольства КНР в Республіці Білорусі;
У 2001—2003 рр. — другий, перший секретар Посольства КНР в РФ;
У 2003—2005 рр. — перший секретар, заступник начальника відділу Департаменту кадрів МЗС КНР;
У 2005—2008 рр. — радник Посольства КНР в Грузії;
У 2008—2012 рр. — радник посольства КНР в Республіці Таджикистан;
У 2012—2014 рр. — радник Департаменту країн Європи і Центральної Азії МЗС КНР.
У 2014—2016 рр. — Генеральний консул Китайської Народної Республіки в Одесі (Україна).
У 2016—2022 рр. — Генеральний консул Китайської Народної Республіки в Іркутські (РФ).